# Драго Хандановић
Драгутин Драго Хандановић (Острошац код Коњица, 11. април 1939) је босанскохерцеговачки умјетник. Члан је Међународне академије за керамику AISA и Удружења ликовних умјетника и примијењених умјетника Републике Српске те Удружења ликовних умјетника примјењених умјетности и дизајнера Босне и Херцеговине. Живи и ради у Добоју као самостални умјетник. Значајан је његов рад у области умјетничке керамике и јавне скулптуре, посебно у Босни и Херцеговини. Завјештао је своје награде Музеју града Добоја у виду легата које је отворен за јавност 11. фебруара 2022. године. Већи дио институција, јавних и затворених површина града Добоја има дио његовог креативног рада.

## Биографија
Рани узраст
Драго Хандановић је рођен у Острошцу код Коњица 11. априла 1939. године. Отац Абдулах је био жељезничар, родом из Коњица. Мајка Марија је била домаћица, родом из Брода. Драго је треће дијете од укупно четири сина у породици. У Острошцу је породица имала стан у згради жељезничке станице. Породица се због очевог посла често путовала и селила. У Дервенту су дошли 1943. године.
Образовање
Драго је завршио основну школу у Дервенти. У 4 или 5 разреду основне школе упознао је вајара Станка Милановића од кога је научио негатив и позитив. Један дио средње школе је завршио у Славонском Броду гдје је имао свој атеље. По повратку у Дервенту направио је своју прву јавну скулптуру — бисту Владе Шупута.
Дипломирао је на Луковном одсјеку Више педагошке школе у Сарајеву 1961. године у класи проф. Предрага Фуртуле. Студирао је као добојски стипендиста. Добио је звање професор вајарства. Тада је моделирао бисту Николе Тесле.
Стваралачки рад
Љубав према вајарству се родила веома рано, још за вријеме живота у Коњицу. Имао је 5 година. Први јавни наступ са скулптуром Глава Архимеда Хандановић је имао са 12 година у основној школи када је његов рад био изложен на катедри у учионици 5. разреда пред његовим вршњацима и наставницима Физике и Ликовног васпитања. Током студирања остварује двије спомен — бисте народних хероја: Милоша Купреса и Рефика Бешлагића, 1962. године.
Драго Хандановић је заслужан за покретање органиованог ликовног живота Добоја. У Добој долази у 22. години као стипендиста 1961. године. Тада је Добој имао аматере сликаре. Основао је први атеље у Добоју. Основао је прву групу младих вајара при Радничком универзитету у Добоју 1965. године. Полазници су били његови ученици из Гимназије. Са још два потенцијална умјетника а то су сликар Бранислав Вишт и Јадранко Дурмић, млади вајар Добривоје Чакаревић уз помоћ браће Касе и Илијаса Крушкића (прва самостална изложба вајарских дијела) 1971. године.
Хандановић је са Павлом Станишићем и Есом Кресо 1971. године основао Седамнаестоаприлски ликовни салон и 1971. године Умјетничку галерију, четврту у Босни и Херцеговини.
Од 1992. до 2005. године радио је као дизајнер у Фабрици намјештаја „Ентеријер” у Добоју гдје се пензионише.
На иницијативу госпође Јованке Стојчиновић, Хандановић отвара заједничком изложбом са сликаром Браниславом Виштом Сликарски салон у Добоју 2000. године.
Педагошки рад
Запошљава се, и своје знање преноси ученицима добојске гимазије као наставник Историје умјетности 1962. године и у Столарској мајсторској школи као наставник Перспективе и Нацртне геометрије.
Од 1989. године до 1992. године предаје предмете Керамичко обликовање и Технологију на Керамичком одсјеку у Школи за примијењену умјетност у Сарајеву.
И даље обучава младе таленте у свом умјетничком атељеу и на организованим манифестацијама. Посебно се издваја Наташа Арсеновић из Добоја тада ученица Завода за слијепа и слабовида лица у Дервенти која је прва слијепа особа у умјетничком свијету савладала технику грнчарства.
На Светосавском омладинском кампу на Озрену 2022. година водио је Библијско еколошку радионицу. Теме ове радионице биле су Стварање свијета и Бог као грнчар.

## Стваралаштво
У дугом стваралачком и професионалном раду умјетник Драго Хандановић је дао велики допринос умјетничкој керамици и југословенске јавне монументалне скулптуре. Његова креативност се хронолошки развија кроз више умјетничких циклуса.
Свој професионални умјетнички ангажман започиње у области социјалистичког реализма. Тај период се очитује у његовом раду на градској инфраструктури и уређењу крајолика доминантно у духу антифиашистичке борбе и величања нове културне и политичке идеологије јединства. У новоизграђеном централном градском парку — данас познатом као Парк народних хероја у Добоју — Хандановић ствара неколико бронзаних биста народних хероја. Многе бисте народних хероја и многих других истакнутих историјских личности али и споменика социјалистичког реализма у Добоју и широј регији (Кожухама, Трбуку, Маглају, Грачаници, Броду, Тешњу, Станарима и Дервенти).
Аутор је реализовао више десетина трајних скулптура и оригиналног парковског мобилијара на отвореном од којих се по свом умјетничком значају истичу дјела: „Удвоје” 1973. године, „Лабуд” 1973. године, „Цвијет” 1974. године, „Бик” 1978. године и „Птица” 1978. године.
Споменици културе
Хандановићева дјела се највише налазе на територији града Добоја, али и на другим локацијама као што је јединствена стална поставка у Сочковцу, као и Склуптура „Метаморфоза” постављена у касарни „3. мај” у Добоју. Сачинио је 30 споменика и 15 скулптура.
Хандановић је аутор многих споменика културе на ширем подручју, као што су
- Спомен костурница у Станарима[9],
- Споменик палим борцима и жртвама фашистичког терора[10],
- Споменик слобода[11] и Споменик устанку у Осјечанима[12],
- Споменик палим борцима у Матузићима[13],
- Споменик палим борцима и жртвама фашистичког терора у Бушлетићу[14],
- Споменик НОБ-у Кадару/Горњи Свилај[15],
- Спомен гробље — у Поточанима крај Брода[16],
- Спомен костурница у Јошави[17] и сл.

Изложбе
Имао је 26 самосталних изложби, двије су одржане 1982. године, три 1988. године, а чак четри су одржане 2003. године. Одржао је девет међународних изложба, од којих је једна одржана у Паризу 1981. године.
Преко 40 заједничких изложби на територији Босне и Хецеговини. Посебно се издваја учешће на годишњим изложбама УЛУПУБиХ Collegium Artisticum (1980—1986, 1988—1991, 2010—), изложби Југословенске керамике у Паризу (1981), Тријеналу Југословенске керамике, Београд (1980/IV, 1986/VI, 1989/VII), Свјетском тријеналу мале керамике, Загреб (1984/I, 1987/II, 1990/III), изложби ликовних и примијењених умјетника Републике Српске (1997) и Zagreb Ех Теmpore (2016).
Сувенири
Хандановић је израдио сувенире града Добоја као што су јабука са печатом, медаљон који представља Добој, односно тврђаву градину, сувенир сат али и друге сувенире са обиљежјима града, који су умјетничка дјела намјењена посјетиоцима.
Рестаураторски рад
У сарадњи са Музејом у Добоју реализовао је више рестаураторских пројеката. Издвајају се копије стећака војводе Момчила.
Значајан је рестаураторски рад праисторијске керамике, јединствена радионица у Босни и Херцеговини завршене 2014. године након три године рада. Овим процесом је било обухваћено 20 керамичких посуда, односно остатака стилизоване керамике украшених ритуалним формама из периода неолита, енеолита, бронзаног и гвозденог доба које потичу са локалитета у околини Добоја, Модриче и највећи дио са локације Вис Модран код Дервенте. Задатак умјетника је био да на основу керамичких фрагмената направи одговарајућу форму, уз обавезу да сачува разлику између оригиналне ископине и рестаурираног дијела. Рестаурирани дијелови праисторијске керамике су дио сталне поставке.

## Награде и признања
Драго Хандановић је за свој вишегодишњи рад добио многе награде и признања. Неке од тих награда и признања су и сљедеће:
- 1965. Награда за рјешење Спомен-плакете СО Добој
- 1981. Награда за скулптуру Савеза друштава ликовних педагога БиХ, Бугојно
- 1983. Награда за идејно рјешење спомен костурнице у Станарима
- 1983. Награда УЛУПУ БиХ на изложби Collegium artisticum
- 1984. Награда УЛУПУ БиХ на изложби Collegium artisticum
- 1984. Награда РО „Бачка” за најуспјешнији рад у колонији умјетничке керамике „Имре Девич”
- 1984. Награда СИЗ-а културе за ликовну умјетност
- 1984. Награда Савеза друштава ликовних педагога БиХ,Тузла
- 1985. Награда ликовне колоније „Илок” за скулптуру у простору
- 1986. Награда ликовне колоније „Имре Девич”,Мали Иђош
- 1989. Награда Collegium artisticum за најбоље остварење у области умјетничке керамике
- 2002. Награда за идејно рјешење Плакете и Амблема општине Добој
- 2008. Награда града Добоја за развој ликовне умјетности
- 2012. Награда Међународне изложбе керамике и стакла МИКС 12, Загреб
- 2013. Награда Међународне ликовне симпозијум радионице Сава, Брчко
- 2022. Медаља заслуга за народ, Бања Лука[29]

Члан је Међународне академије за керамику АИСА и Удружења ликовних умјетника Републике Српске и Удружења ликовних умјетника примјењених умјетности и диѕајнера Босне и Херцеговине.
Легат у Музеју у Добоју је први пут да се у Босни и Херцеговини одаје такво признање једном умјетнику.
Драго Хандановић као јавна личност често учествује у манифестацијама и догађајима у Добоју али и у ширем региону гдје је живио и стварао.

## Легат у Музеју у Добоју
Сарадња са Музејом у Добоју је веома дуга. Поред радионичарског и конзерваторског рада Хандановић је радио на више пројеката за Музеј. Визуелни идентитет зграде Музеја у Добоју допуњује и пано елипсастог облика, пречника метар и по, израђен у теракоти. Ријеч је о натпису имена музеја и постављен изнад врата. Пано је израђен 2009. године. Пано је рађен специјалном техником. Пано је првобитно израђен у сувој глини, које је касније пренесен на циглану, гдје се пекао заједно са циглом па је изграђен у теракоти. Нико на овом подручју то није радио таквом технологијом. У центру тог натписа уграђен је један музејски експонат који потиче од прије три и по хиљаде година.
Колекцију од 100 награђених радова умјетник је завјештао Граду Добоју. У првој поставци изложено је 38 најљепших дијела израђених у керамици и теракоти. За приказ колекције умјетнина специјално је дограђен и адаптиран простор Музеја у Добоју. Град Добој је издвојио 250.000 КМ за ову намјену Изложба скулптура је доступна јавности од 11. фебруара 2022. године.
- Легат Драге Хандановића у Музеју у Добоју

- Скулптуре Драге Хандановића у Музеју у Добоју

## Промовисана књига о добојском умјетнику Драги Хандановићу
Промовисана књига о добојском умјетнику Драги Хандановићу под називом „Драго Хандановић, 60 година умјетничког обликовања” аутора Љубомира Каишаревића, која предстваља биографско дјело о стваралачком опусу и раду познатог добојског вајара и умјетника, те документовано одсликава и ликовно-умјетничку сцену Добоја и регије у задњих шест деценија 23. јануара 2020. године. Књига је састављена из осам цјелина: реалистична скулптура с назнакама стилизације, патинирани гипс, керамика као судбина, скулптуре на отвореном простору, дати душу бетону, декоративна скулптура и градски мобилијар, споменичка скулптура, дизајн и остало.